# Хаджъ Кадън
„Хаджъ Кадън“ (на турски: Hacı Kadın) е квартал на Истанбул, разположен в градска околия Фатих. Общата му площ е 0,10 км2. Според данни на Адресната система за регистриране на населението (ABPRS) към 2024 г. населението на „Хаджъ Кадън“ е 223 жители.